# Кошевое (Сахалинская область)
Кошево́е — село в Смирныховском городском округе Сахалинской области России.

## География
Село находится на берегу реки Болотная, на расстоянии 16 км к югу от посёлка городского типа Смирных, административного центра округа.

## История
До 1945 года село принадлежало японскому губернаторству Карафуто и называлось Тивагай (яп. 千輪街). После передачи Южного Сахалина СССР село переименован в честь Героя Советского Союза Олега Кошевого (1926—1943).

## Население
| 1959 | 2002 | 2010 | 2013 | 2021 |
| ---- | ---- | ---- | ---- | ---- |
| 1472 | ↘50  | ↘20  | ↘14  | →14  |

### Половой состав
Согласно результатам переписи 2002 года, в селе проживало 50 человек (22 мужчин и 28 женщин).

### Национальный состав
Согласно результатам переписи 2002 года, в национальной структуре населения русские составляли 100 % из 50 чел.

## Улицы
В селе имеется одна улица — Центральная.

## Транспорт
Вблизи села расположена станция Кошевой Сахалинского региона Дальневосточной железной дороги.